# Cumnor
Cumnor – wieś w Anglii, w hrabstwie Oxfordshire, w dystrykcie Vale of White Horse. Leży 6 km na zachód od Oksfordu i 87 km na zachód od Londynu. W 2001 miejscowość liczyła 5503 mieszkańców.